# Liste des évêques de Marsi
Cette liste recense les noms des évêques qui se sont succédé sur le siège épiscopal de San Benedetto dei Marsi depuis son érection au IXe siècle. Le siège est transféré à Pescina en 1580 puis à Avezzano en 1924. Le diocèse d'Avezzano prend son nom actuel le 30 septembre 1986.

## Évêques de Marsi
- Saint Marc d'Atina (it) (vers 46)
- Saint Rufin (vers 237)
- Jean Ier (mentionné en 551)
- Leodrisio (mentionné en 853)
- Rottario (mentionné en 962)
- Alberic Berardi (mentionné en 968)
- Quinasius (mentionné en 994)
- Pandolfo (mentionné en 1057)
- Luminoso (mentionné en 1078)
- Andrea (mentionné en 1096)
- Siginulfo (mentionné en 1097) déposé car antiévêque
- Saint Bérard des Marses (1113–1130)
- Benedetto Ier (mentionné en 1147)[1]
- Bérardo (mentionné en 1153)
- Benedetto II (mentionné en 1156)
- Zaccharias (mentionné en 1179)
- Eliano (mentionné en 1188)
- Ingeamo (mentionné en 1198)
- Tommaso (mentionné en 1209)
- Anselmo (mentionné en 1210)
- Bérardo (mentionné en 1213)
- Tommaso (mentionné en 1219)
- Bérardo (1221–1223)
- Giovanni (mentionné en 1230-1231)
- Odorisio (1235–1254)
- Cesario (1250-1254)
- Nicola da Celano (1254–1255)
- Stefano (ou Silvestro) (1267–1273)
- Giacomo (1286-1295)
- Giacomo de Buschi, O.P (1295–1326)
- Pietro Ferri (1327–1336) nommé évêque de Chieti
- Tommaso Valignani (1336-1348)
- Tommaso Pucci (1348-1363)
- Giacomo Muti (1363-1365) nommé évêque d'Arezzo
- Berardo (1365)
  - Pietro Albertini (1380-1380) devient antiévêque de Pouzzoles
  - Giuliano Tomasi, O.F.M (1380-1418) devient antiévêque de Capri
- Giacomo Romano (-1385)
- Gentile Maccafani (1385-1399) nommé évêque de Nicastro
- Filippo (1398-1418)
- Salvato Maccafani (1418–1419)
- Thomas (1419–1429)
- Saba de Cartoni (1430–1446) nommé évêque de Tricarico
- Angelo Maccafani (1446–1470)
- Francesco Maccafani (1470–1471)
- Gabriele Maccafani (1471–1511)
- Giacomo Maccafani (1511–1530)
- Giovanni Dionisio Maccafani (1530–1533)
- Marcello Crescenzi (1534–1546) nommé administrateur apostolique de l'archidiocèse de Conza
- Francesco Micheli (1546–1548) nommé évêque de Casale
- Nicola De Virgiliis (1548–1562)
- Giambattista Milanese (1562–1577)
- Matteo Colli (1579–1596)
- Bartolomeo Peretti (1597–1628)
- Ballione Carradore (1628–1629)
- Muzio Colonna (1629–1632)
- Lorenzo Massimi (1632–1647)
- Giovanni Paolo Caccia (1948–1949)
- Ascanio De Gasperis (1650–1664)
- Diego Petra (1664–1680) nommé archevêque de Sorrente
- Francesco Berardino Corradini (1680–1718)
- Muzio De Vecchis (1719–1724)
- Giacinto Dragonetti, C.O (1724–1730)
- Giuseppe Barone (1731–1741) nommé évêque de Calvi
- Domenico Antonio Brizi (1741–1760)
- Benedetto Mattei (1760–1776)
- Francesco Vincenzo Lajezza (1776–1792)
  - Siège vacant (1792-1797)
- Giuseppe Bolognese (1797–1803)
  - Siège vacant (1803-1805)
- Giovanni Camillo Rossi (1805–1818) nommé évêque de San Severo
- Saverio Durini, O.S.B (1818-1823) nommé évêque d'Aversa
- Giuseppe Segna (1824–1840)
  - Siège vacant (1840-1843)
- Michelangelo Sorrentino (1843–1863)
  - Siège vacant (1863-1871)
- Federico Di Giacomo (1871–1884)
- Enrico De Dominicis (1884–1894) nommé archevêque d'Amalfi
- Marino Russo (1895–1903)
- Francesco Giacci (1904–1909)
- Nicola Cola (1910-1910)
- Pio Marcello Bagnoli, O.C.D (1911–1945)
- Domenico Valerii (1945–1973)
- Vittorio Ottaviani (1973–1977)

## Évêques d'Avezzano
- Biagio Vittorio Terrinoni, O.F.M.Cap (1977–1990)
- Armando Dini (1990–1998) nommé archevêque de Campobasso-Boiano
- Lucio Angelo Renna, O.Carm (1999–2006)  nommé évêque de San Severo
- Pietro Santoro (2007–2021)
- Giovanni Massaro (2021- )

## Sources
- (la) Pius Bonifacius Gams, Series Episcoporum Ecclesiæ Catholicæ (lire en ligne), p. 893.
- (en) « Diocese of Avezzano : past and present ordinaries », sur catholic-hierarchy.org (consulté le 12 avril 2023).
- (it) Andrea Di Pietro, Catalogo dei vescovi della diocesi dei Marsi (lire en ligne).